# Stazione di Casal Bernocchi-Centro Giano
La stazione di Casal Bernocchi-Centro Giano, detta anche semplicemente Casal Bernocchi, è la fermata ferroviaria della linea Roma-Lido situata nei pressi di Casal Bernocchi e Centro Giano.

## Storia
La fermata di Casal Bernocchi fu inaugurata il 9 agosto 1971 per servire la nuova zona urbanistica che si stava sviluppando in quel periodo per iniziativa dell'INA-Casa.

## Strutture e impianti
La fermata ha la particolarità che il fabbricato viaggiatori si trova a cavallo dei due binari passanti presenti.

## Interscambi
- Fermata autobus (linee ATAC)